# Dálnice v Chorvatsku

Plán sítě chorvatských dálnic.

Celková délka dálnic v Chorvatsku je k prosinci 2020 souhrnně 1306,5 km. Nejvyšší povolená rychlost na dálnicích je pro osobní automobily 130 km/h, na rychlostních silnicích pak 110 km/h. Na chorvatských dálnicích funguje mýtný systém pro všechna vozidla.

## Historie výstavby dálnic
Plán výstavby první dálnice na území dnešního Chorvatska se objevil za dob bývalé Jugoslávie. Jednalo se o tzv. Dálnici Bratrství a jednoty, která propojovala největší jugoslávská města Lublaň, Záhřeb a Bělehrad s Makedonií napříč celou zemí. První úsek mezi Záhřebem a Bělehradem byl zprovozněn v roce 1950. Následovala výstavba dalších úseků, ty se však nadále soustředily spíše na oblast Srbska a Makedonie. Po rozpadu Jugoslávie a vyhlášení nezávislosti Chorvatska byly v provozu jediné dva úseky dálnic: Záhřeb - Slavonski Brod včetně součásti bývalé Dálnice Bratrství a jednoty (dnes dálnice A3) a část dálnice A1 mezi Záhřebem a Karlovacem. Hlavní boom ve výstavbě dálnic nastal po roce 2000. Byly vybudovány úseky jako prodloužení A1 do Splitu, dokončení A3 mezi Záhřebem a Srbskem, A9 propojující poloostrov Istrie a spojení Záhřebu s Rijekou, Slovinskem nebo Maďarskem. V roce 2010 se stavba výrazně zpomalila, ale přesto pokračuje. Postupně jsou budovány další úseky.

## Seznam dálnic

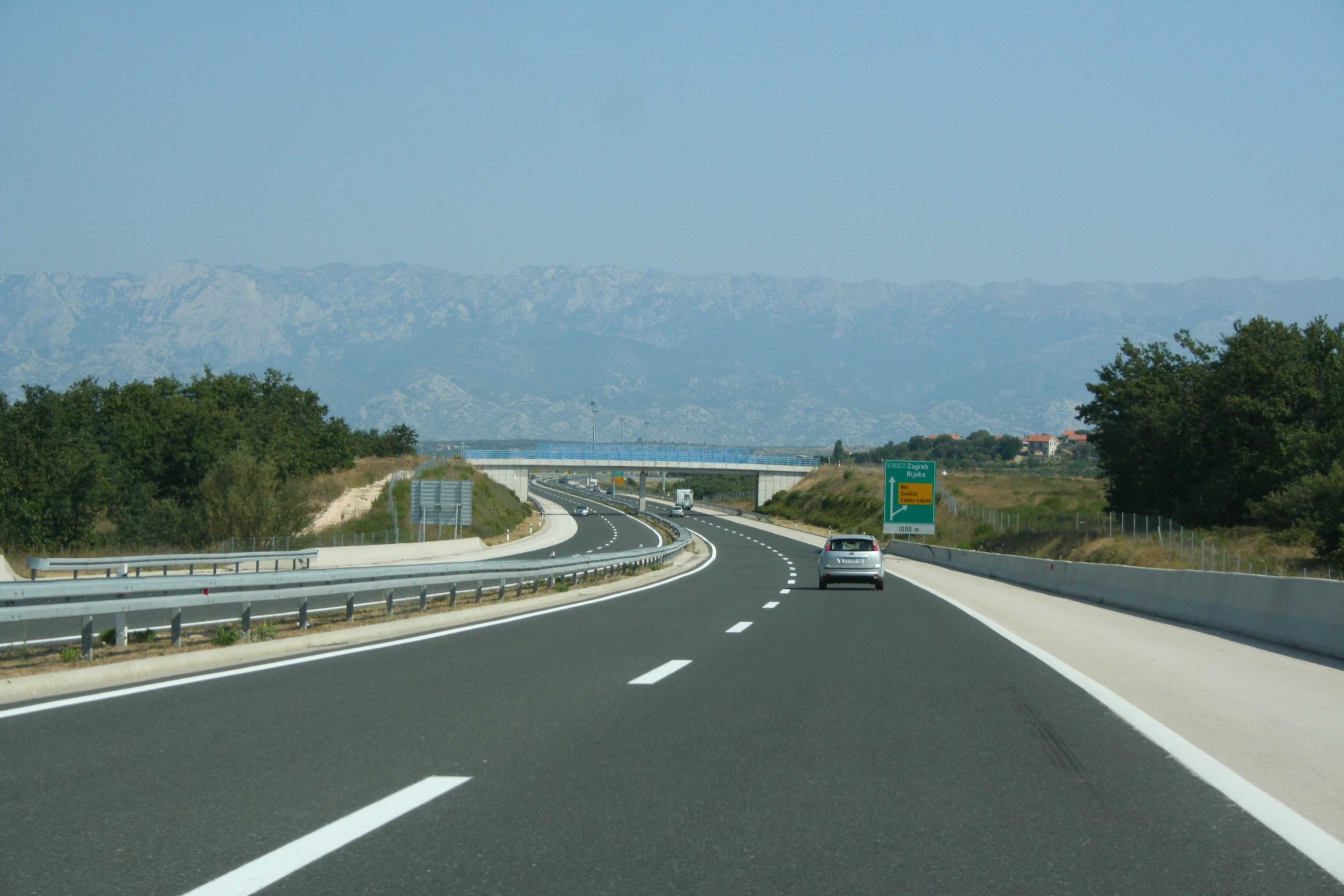
Dálnice v Chorvatsku

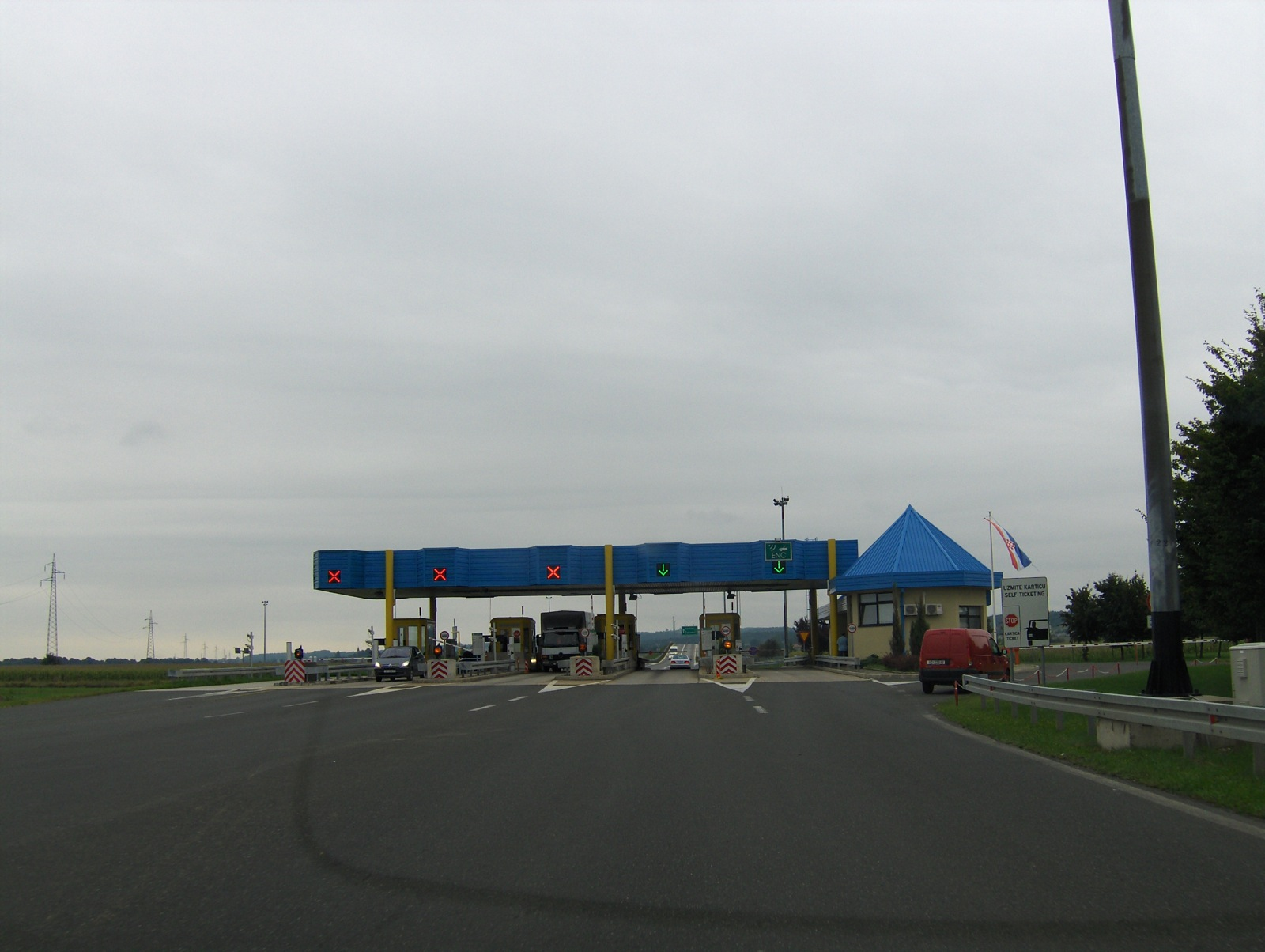
Mýtná brána na dálnici A4 u Varaždínu

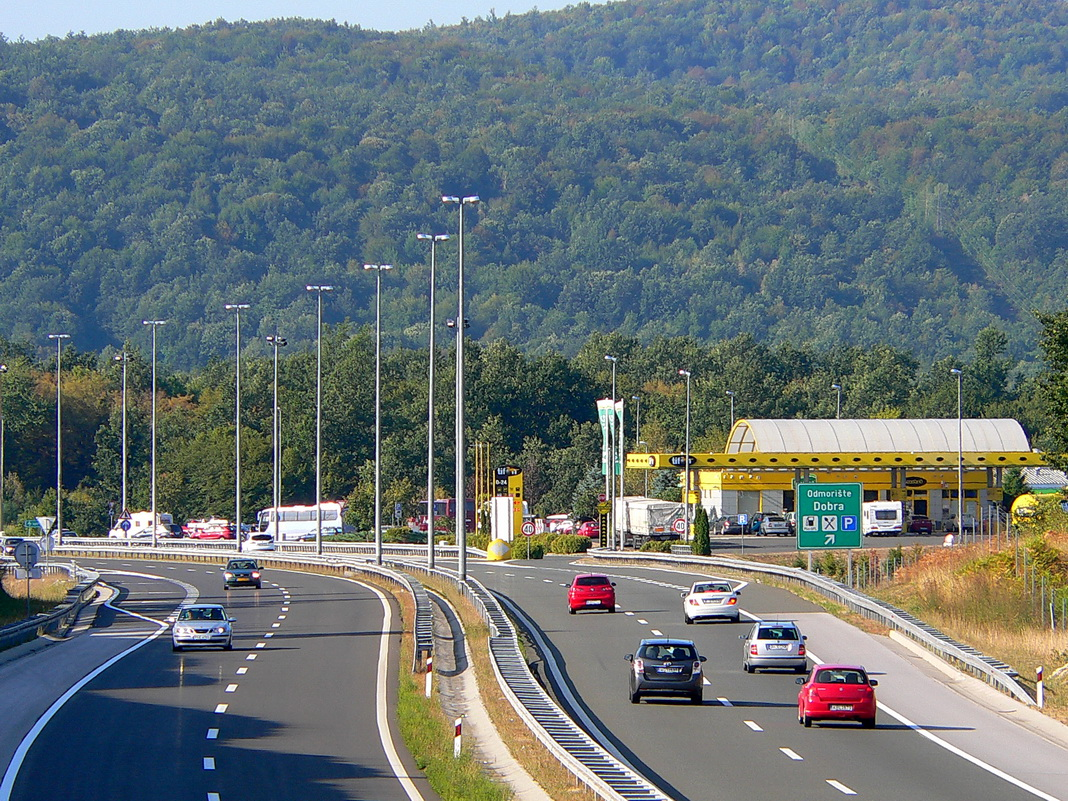
Dálnice A1 u odpočívky Dobra

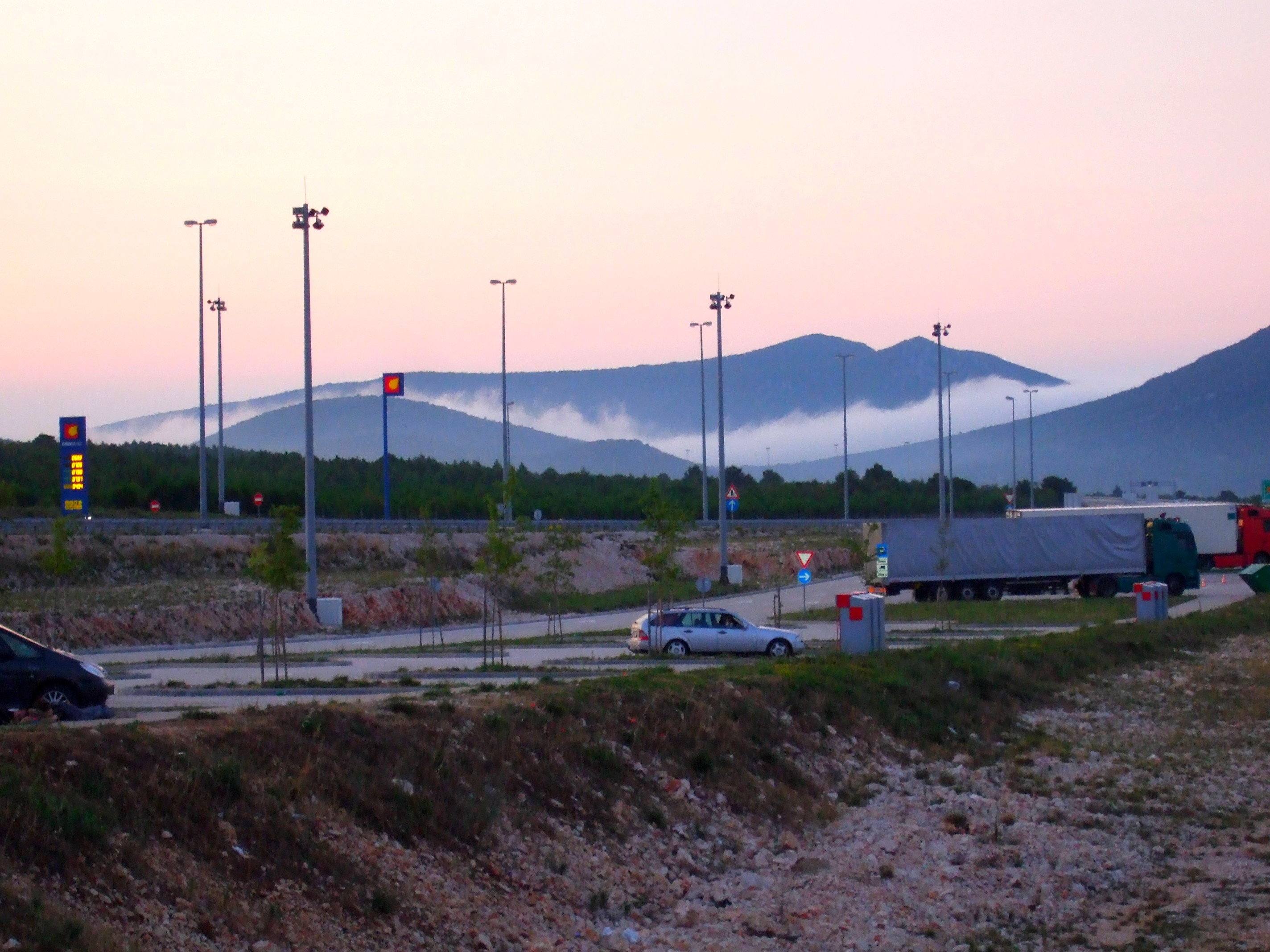
Ranní dálnice A1 u Splitu

Dálnice jsou v Chorvatsku označovány písmenem A (autocesta - chorvatsky dálnice).
| Číslo dálnice | Mapa dálnice          | Trasa                                                                      | Konečná délka | V provozu | Geodata (OSM) | Provozovatel                                 |
| ------------- | --------------------- | -------------------------------------------------------------------------- | ------------- | --------- | ------------- | -------------------------------------------- |
| A1            | Croatia Autocesta A1  | Záhřeb - Karlovac - Zadar - Šibenik - Split - Dubrovník                    | 550 km        | 483 km    | OSM, WMF      | HRVATSKE AUTOCESTE AUTOCESTA RIJEKA - ZAGREB |
| A2            | Croatia Autocesta A2  | Záhřeb - Krapina - Slovinsko (Dálnice A4)                                  | 60 km         | 60 km     | OSM, WMF      | AUTOCESTA ZAGREB - MACELJ                    |
| A3            | Croatia Autocesta A3  | Slovinsko (Dálnice A2) - Záhřeb - Slavonski Brod - Srbsko (Dálnice A3)     | 306 km        | 306 km    | OSM, WMF      | HRVATSKE AUTOCESTE                           |
| A4            | Croatia Autocesta A4  | Záhřeb - Varaždín - Maďarsko (Dálnice M7)                                  | 97 km         | 97 km     | OSM, WMF      | HRVATSKE AUTOCESTE                           |
| A5            | Croatia Autocesta A5  | Bosna a Hercegovina (Dálnice A1) - Đakovo - Osijek - Maďarsko (Dálnice M6) | 88,5 km       | 59 km     | OSM, WMF      | HRVATSKE AUTOCESTE                           |
| A6            | Croatia Autocesta A6  | Karlovac - Rijeka                                                          | 80 km         | 80 km     | OSM, WMF      | AUTOCESTA RIJEKA - ZAGREB                    |
| A7            | Croatia Autocesta A7  | Žuta Lokva (Dálnice A1) - Rijeka - Slovinsko (Silnice 6)                   | 103,5 km      | 42 km     | OSM, WMF      | AUTOCESTA RIJEKA - ZAGREB                    |
| A8            | Croatia Autocesta A8  | Kanfanar (Dálnice A9) - Matulji (Dálnice A7)                               | 64 km         | 64 km     | OSM, WMF      | BINA-ISTRA                                   |
| A9            | Croatia Autocesta A9  | Pula - Umag - Slovinsko (Silnice 11)                                       | 77 km         | 77 km     | OSM, WMF      | BINA-ISTRA                                   |
| A10           | Croatia Autocesta A10 | Ploče (Dálnice A1) - Bosna a Hercegovina (Dálnice A1)                      | 8,5 km        | 8,5 km    | OSM, WMF      | HRVATSKE AUTOCESTE                           |
| A11           | Croatia Autocesta A11 | Záhřeb - Sisak                                                             | 47,5 km       | 32,7 km   | OSM, WMF      | HRVATSKE AUTOCESTE                           |